# Lucanus placidus
Lucanus placidus là một loài bọ cánh cứng trong họ Lucanidae.